# Відеогра

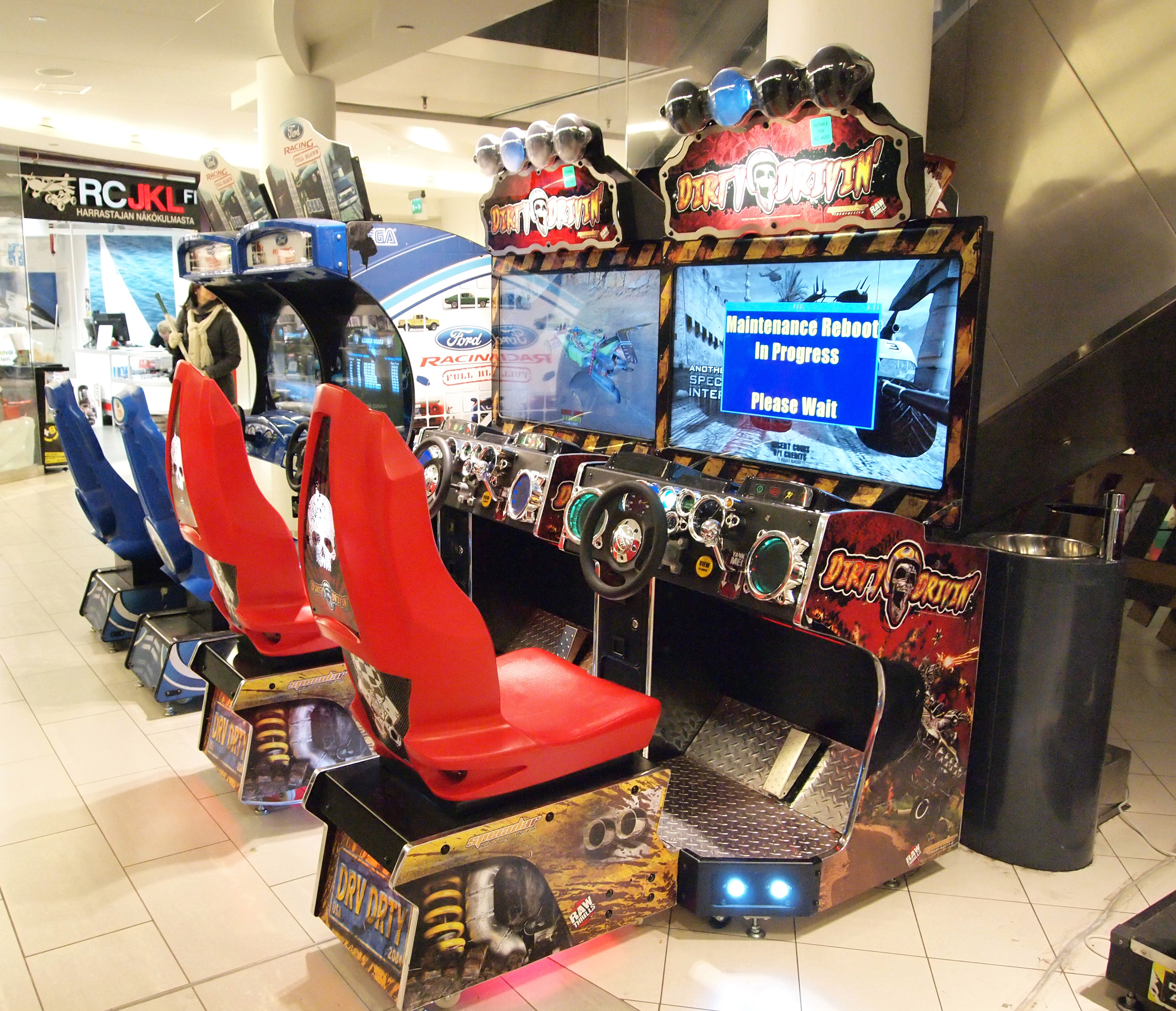
Зал з автоматами для відеоігор

Відеогра́, також комп'ютерна гра — це електронна гра, в ігровому процесі якої гравець використовує інтерфейс користувача, щоб отримати зворотну інформацію з відеопристрою. Електронні пристрої, які використовують для того, щоб грати, називаються ігровими платформами. Наприклад, до таких платформ належать персональний комп'ютер та гральна консоль. Пристрій введення, який використовують для керування грою, називається ігровим контролером. Це може бути, наприклад, джойстик, клавіатура та мишка, геймпад або сенсорний екран.
У 2011 році відеоігри були офіційно визнані видом мистецтва урядом США та Національним фондом мистецтв США. Однак, загальносвітове визнання їх мистецтвом лишається дискутовним питанням.

## Місце в ієрархії ігор
Нерідко відеоігри в повсякденному житті та пресі називають комп'ютерними іграми. Проте розробники та дослідники таких ігор послуговуються терміном «відеогра», виходячи з їх специфіки та місця в ієрархії ігор загалом:
- Гра — діяльність із розважальною і/або навчальною метою за встановленими правилами[5]. Включає в себе такі різновиди як дитячі, спортивні, настільні, азартні, рольові та, окрім інших, електронні ігри[6].
  - Електронна гра — гра, що відбувається за допомогою електронних пристроїв, програмованих чи непрограмованих, які утворюють інтерактивну систему. Такими можуть бути пінбольні автомати, слотові машини, електромеханічні ігри, лотереї, аудіоігри і відеоігри. Оскільки відеоігри на програмованих пристроях складають основну їх частину, нерідко терміни «електронна гра», «комп'ютерна гра» і «відеогра» вживаються як тотожні[7][8][9].
    - Комп'ютерна гра — гра, яка забезпечується програмно керованим електронним пристроєм — комп'ютером. Це також може бути слотовий автомат, пінбольна машина, аудіо чи відеогра[6].
    - Відеогра — в загальному розумінні, це гра, що відбувається через керування візуальними образами на моніторі чи іншому дисплеї[10]. Може забезпечуватися як програмованим, так і не програмованим електронним пристроєм: аркадним ігровим автоматом, ігровою приставкою (консоллю), персональним комп'ютером[6].
      - Гра для персонального комп'ютера — відеогра, що запускається на персональному комп'ютері. Часто називається просто комп'ютерною грою, але не тотожна комп'ютерній грі, описаній вище[11][12][13][6].
      - Консольна гра — відеогра, що запускається на спеціалізованому пристрої, призначеному конкретно для ігор, або ігрова функція якого пріоритетна. Як синонім може вживатися слово «відеогра»[14][15][16].

## Історія

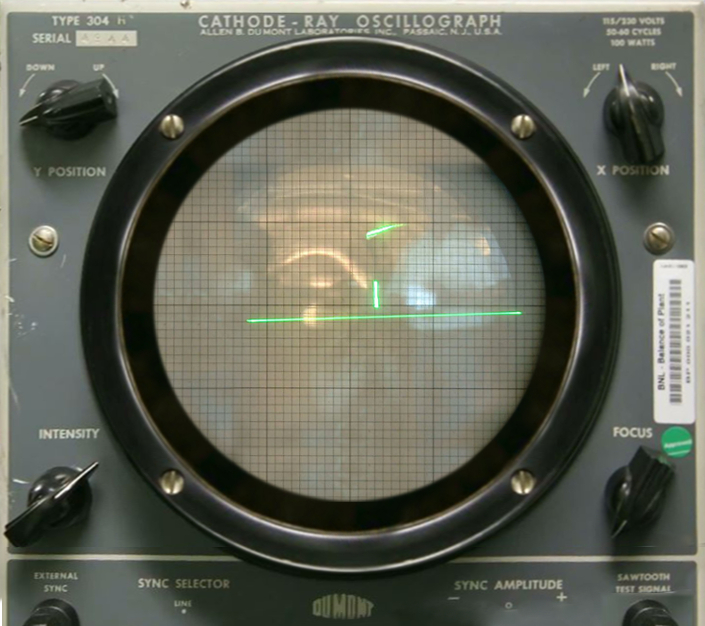
Tennis For Two — перша гра з використанням дисплея

Появі відеоігор передували розвиток програмованих комп'ютерів та технологій формування зображення на екранах електронних пристроїв. Різноманітні електронні та механічні ігрові пристрої існували ще в першій половині XX століття, але не мали досить значного поширення. Попередниками відеоігор є пристрій «Cathode ray tube Amusement Device» (укр. Розважальний пристрій з електронно-променевою трубкою), патент на яку Томас Ґолдсміт Молодший (англ. Thomas T. Goldsmith Jr) та Істл рей Менн (англ. Estle Ray Mann) отримали 14 грудня 1948 року, і шахова комп'ютерна програма, розроблена у 1947 Аланом Тьюрінгом. Початково ігрові програми, як шахи чи хрестики-нулики, розроблялися в рамках військової програми США у прагненні створити комп'ютер, здатний передбачати дії противника.
Перша успішна спроба створити розважальний пристрій, який використовує для зворотного зв'язку із гравцем відео, належить Вільяму Гіґінботаму. У 1958 він розробив Tennis For Two, однак не розглядав гру як щось важливе і зрештою розібрав обладнання для інших, наукових, проєктів.

В 1960-ті студентами Массачусетському технологічному інституту було написано гру Spacewar!, яка у 1966 підштовхнула Sanders Associates на думку про можливість створення грального пристрою, що під'єднувався б до домашніх телевізорів. Коли комп'ютери стали порівняно дешевими і їх могли використовувати не лише наукові установи, студент Стенфорду Білл Піттс, вражений Spacewar!, вирішив, що на основі комп'ютера PDP-11 реально створити пристрій спеціально для ігор — Galaxy Game. Разом з другом Х'ю Таком він розробив ігровий автомат, що за монети надавав можливість пограти і таким чином окупив би себе. За підтримки Нолана Бушнелла з компанії Nutting Associates цей автомат, Computer Space і однойменна гра на ньому 1971 року, став першим комерційним пристроєм з відеогрою. Як екран був використаний чорно-білий телевізор, комп'ютерною основою виступили мікросхеми TTL серії 7400. Вже у 1972 році з'явилась перша домашня гральна консоль, Magnavox Odyssey, яка підключалася до звичайного телевізора. Поштовхом до виникнення індустрії відеоігор стала висока популярність спочатку аркадної (1972), а потім і домашньої відеогри Pong (1975), оскільки її комерційний успіх призвів до появи великої кількості клонів від інших компаній.

Space Invaders — одна з перших комерційних відеоігор.

Перенасичення ринку однотипними консолями, що настало згодом, призвело до першого обвалу ринку відеоігор у 1977 році, який завершився у 1978 з виходом гри Space Invaders від Taito, яка отримала велику популярність і призвела до початку так званої «золотої епохи аркадних відеоігор (англ. golden age of arcade video games)» та надихнула багатьох компаній вийти чи повернутися на ринок. Саме успіх цієї гри зумовив появу аркадних ігрових автоматів у таких місцях як ресторани, кінотеатри, магазини, що можна побачити у багатьох американських фільмах того часу. Вона також отримала значне висвітлення у засобах масової інформації, яке популяризувало відеоігри як хобі, що стрімко росте та розвивається. Незабаром гра була ліцензована для гральної консолі Atari VCS (пізніше знана як Atari 2600), продажі якої збільшились учетверо. Комерційний успіх компанії дозволив їй відновитися після втрат минулих років та повернув довіру до ринку домашніх гральних консолей, почавши їхнє друге покоління, яке тривало до другого Північноамериканського обвалу ринку відеоігор.
Критика відеоігор за зображення у них жорстокості та загальне перенасичення ринку змусили розробників розробляти все нові і нові ігри, часто жертвуючи якістю. Як наслідок вони зіткнулися з обмеженістю тодішніх ігрових платформ і браком оригінальних ідей. Ринок консольних ігор різко впав з 3,2 млрд. доларів у 1983 році до 100 млн. у 1986. Проте тим часом розвивалися відеоігри для домашніх комп'ютерів, а в Японії відеіогрова індустрія стрімко розвивалася. Поява Nintendo Entertainment System нормалізувала та навіть значно збільшила ринок. Успіх консолі почав третє покоління гральних консолей, під час якого в індустрії домінували японські розробники. Nintendo було затверджено новий підхід до цензури в своїх іграх, оснований на кодексі Хейса для фільмів.

Overwatch — популярний командний шутер другої половини 2010-х

Із поширення CD-дисків та впровадження CD-приводів як стандартної складової ПК, домашні комп'ютери стали розглядатися як повноцінна ігрова платформа і конкурент приставок. На початку-середині 1990-х виникло багато інтерактивних фільмів, оскільки CD-диски дозволяли відтворювати якісний звук і відеозаписи. Стрімкий розвиток ПК дозволив створювати все видовищніші та сюжетно наповненіші ігри, залучати до їх створення професійних акторів і сценаристів. До використання дисків поступово переходили і приставки, що стало звичайним для п'ятого покоління консолей. В гонитві за видовищністю за кілька років відеоігри еволюціонували від двовимірних і псевдотривимірних (Doom, Duke Nukem) до повноцінних тривимірних (Half-Life), бюджети яких дорівнювали бюджетам фільмів. Компанія Id Software започаткувала новий підхід до створення інтерактивних творів, продаючи ліцензії на використання ігрових рушіїв та інструменти створення відеоігор. Це дозволило робити ігри простіше і вийти на ринок незалежним студіям.
У 2000-ні роки відеоігри ставали все реалістичнішими в плані графіки, розвинулися он-лайн ігри та мережеві режими, що дозволили багатьом гравцям взаємодіяти в реальному часі. Наприкінці десятиліття відбулася інтеграція з ігровими сервісами та соціальними мережами. Ігри на фізичних носіях стали відходити у минуле, поступаючись цифровій дистрибуції. Це обумовило поширення інді-ігор, ігор від незалежних розробників чи навіть окремих людей. Гравці стали активними учасниками створення й модифікації відеоігор шляхом моддингу, конструювання інтерактивних творів у спеціальних редакторах. Типовим стало випускати завантажувані доповнення до ігор, у тому числі платні, впроваджувати мікротранзакції, покликані за реальні гроші полегшувати гру. У 2010-і стрімко підвищилися стандарти якості графіки, зокрема після виходу восьмого покоління ігрових систем, що позначив поширення 4K-дисплеїв. Значно зросла кількість ігор і пристроїв з підтримкою віртуальної реальності. Сильно розвинулася індустрія ігор для мобільних пристроїв, зокрема смартфонів. Стримінг геймплею став вагомою частиною культури відеоігор.

## Платформи
Терміном «платформа» (англ. platform) називають комбінацію апаратного та програмного забезпечення, на якому здатна працювати гра. Також використовують термін «система» (англ. system).
Платформи зазвичай поділяються на дві основні категорії: персональні комп'ютери (ПК), які слугують для різних цілей, серед яких і можливість грати у відеоігри, та гральні консолі — пристрої, створені саме для ігор. Консолі своєю чергою поділяються на стаціонарні, які підключаються до телевізора чи монітора, і портативні, які гравець може носити з собою.
Окремо виділяють аркадні ігрові автомати та мобільні пристрої, як смартфони чи планшетні комп'ютери, на яких також можна грати у відеоігри.

### Кросплатформність
Деякі ігри можуть запускатися на різних платформах. Ця їх здатність називається кросплатформністю або багатоплатформністю. Для досягнення кросплатформності розробляється окрема версія гри для кожної платформи, або ця гра використовує технології, з яким працюють декілька платформ. Наприклад, браузерні ігри потребують тільки наявності інтернет-браузера.

### Емуляція
Програми-емулятори дозволяють запускати відеоігри на платформах, початково не призначених для їх відтворення. Наприклад, запускати на ПК чи смартфонах ігри, розроблені для консолей. Емулятори зазвичай використовують для відтворення старих ігор, платформи яких складно знайти в продажу, додавання в них нових функцій, таких як вибір співвідношень сторін екрана, обхід регіональних обмежень.
Деякі виробники видають офіційні емулятори для власних консолей. Наприклад, віртуальна консоль Nintendo дозволяє користувачам грати в ігри для застарарілих Nintendo на Wii, Wii U і 3DS. Такі компанії як Microsoft і Sony підтримують на своїх нових консолях ігри для старих шляхом емуляції.

## Класифікація відеоігор
Відеоігри, так само як і музичні чи літературні твори, можна категоризувати у жанри. Щодо відеоігор жанри виділяються на основі спільних характеристик ігрового процесу або його цілей. Часто у одній відеогрі поєднуються декілька жанрів (наприклад, більшість сучасних рольових ігор мають елементи екшн). Єдино визначеної класифікації жанрів відеоігор не існує, проте в більшості класифікацій виділяються основні:
- Пригодницькі — де дія відбувається в рамках визначеної історії та передбачає детальне дослідження ігрового світу. Пригодницькі ігри менш покладаються на візуальні образи і більшою мірою на переживання сюжету. Нерідко передбачають вирішення головоломок.
- Екшн — ігри, де гравцеві слід в більшості покладатися на швидкість реакції. Дія гри, як правило, зосереджена на різного роду боях. Гравець повинен встигнути виконати потрібні дії за певний час. Небойові завдання можуть полягати в уникненні пасток, проходженні місць за встановлений час і т. д.
- Гоночні — цей жанр охоплює всі ігри, в яких участь у перегонах різного роду є основою ігрового процесу. Зазвичай гоночні ігри використовують автомобілі та інші транспортні засоби.
- Рольові — рольові відеоігри походять від настільних рольових ігор, звідки взяли ігрову механіку. Гравець «грає роль», певного персонажа, який з часом і в міру виконання поставлених завдань розвивається.
- Стратегічні — в широкому сенсі стратегічним відеоіграми є ті, де запорукою перемоги є розв'язання проблем шляхом попереднього обдумування та планування. У вужчому, стратегічні ігри відтворюють збройні конфлікти, де гравець керує арміями чи країнами, що вимагає стратегічного мислення.
- Симулятори — різною мірою реалістично відтворюють якийсь з аспектів реального життя. Наприклад, існують симулятори побачень чи управління літаком.
- Навчальні — служать для навчання гравця в якійсь області. Зазвичай призначені для дітей, проте існують і навчальні ігри для дорослих.
- Спортивні — ігри, які відтворюють реальні (футбол, хокей) чи вигадані (квідич) види спорту.

Також відеоігри розрізняються за тематикою: фентезійні, детективні, жахи і т. д. За перспективою: від першої особи, від третьої особи, ізометричні, з видом збоку/згори.

## Розробка відеоігор

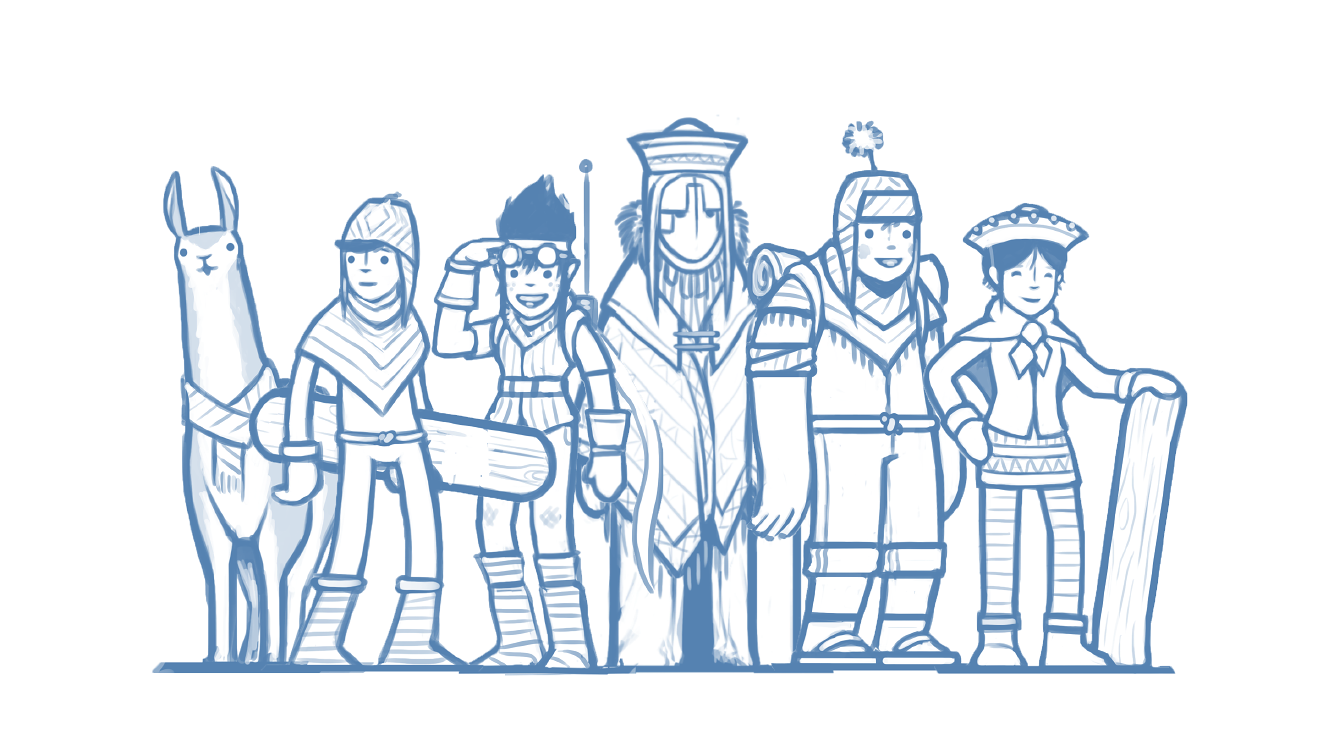
Попереднє зображення персонажів (концепт-арт)

Розробка відеогри має низку послідовних етапів, загалом їх є три: розробка програмного (джерельного) коду, розробка контенту (малюнки, моделі, музика) та розробка ігрових механік. Їм передує проєктування (пре-продакшну) — генерування геймдизайнером ідей щодо майбутньої гри, вибір жанру, тематики, особливостей ігрового процесу, розробка сценарію та образів персонажів з оточенням. Менеджер координує дії різних людей, залучених до розробки, складає план їхньої роботи, встановлює терміни її виконання, планує витрати. Готова гра своєю чергою має пройти низку етапів, в ході яких потрапляє до гравців і підтримує інтерес до себе. Індустрія відеоігор охоплює багато людей з різними професіями та ролями: програмістів, які відповідають за технічні можливості гри, художників, моделювальників та аніматорів, які створюють графічний контент, композиторів та звукорежисерів, які створюють звукове оформлення та музичний супровід, який нерідко видається окремим накладом. За успішне завершення роботи над проєктом відповідають продюсери. Відеоігри, які розробляються незалежними розробниками чи аматорами називаються інді-іграми. Такі ігри нерідко створюються за допомогою спеціальних програм, які можуть не вимагати окремо розробки коду або графіки, наприклад, як RPG Maker.

### Написання коду
Джерельний код є основою будь-якої відеогри і відповідає за її технічні можливості, від яких залежить контент та ігровий процес. Сучасні ігри здебільшого засновані на готових програмних модулях — ігрових рушіях, де вже реалізовані базові функції, здатні зв'язувати воєдино графіку, звук, об'єкти і їх рухи. Однак програмісти все-одно мусять писати код, щоб налаштувати рушій і сповна реалізувати задуману гру. Деякі розробники створюють власні рушії для конкретної гри. Існують як вільні ігрові рушії, доступні будь-кому, так і ті, що вимагають отримання ліцензії на їх використання. Останні як правило володіють ширшим функціоналом і використовують передові технології.

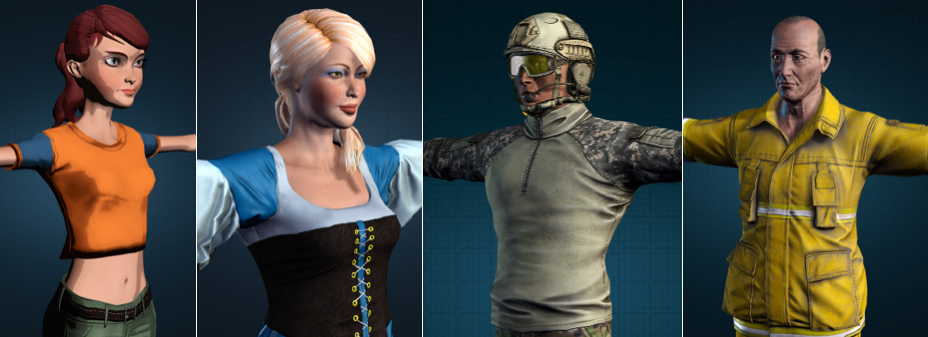
Моделі персонажів у програмі Mixamo Fuse

### Розробка контенту
Вигляд персонажів та навколишнього віртуального світу початково розробляється через вибір з-поміж кількох варіантів. Ці початкові малюнки або тривимірні моделі називають концепт-артами. На їх основі створюють двовимірні або тривимірні моделі, які вже будуть використовувати у грі. В програмах анімації задаються їх рухи, пози. Для реалізації реалістичних рухів чи емоцій може застосовуватися захоплення руху живих акторів. Візуальні ефекти роблять гру видовищнішою і задають стиль: відкидання тіней, заломлення світла, постріли і вибухи, стилізація під малюнок або кіноплівку. Дизайнер рівнів розміщує готові об'єкти в ігровому світі та продумує їх рухи. За реалізацію картинки і звуку відповідають графічний і звуковий рушії.
Для звукового оформлення пишеться музика і відбувається озвучування персонажів. Крім того для повноцінного звукового оформлення потрібні ефекти, як кроки, звуки пострілів. Вони можуть обиратися з вільних бібліотек чи записуватися окремо. Часом ігри містять відеовставки, створені в програмах двовимірної чи тривимірної анімації. Інколи для відеовставок знімаються живі актори і будуються декорації. Є актори, які спеціалізуються саме на зніманні в таких відеовставках або озвучуванні персонажів. Сюжет, діалоги, додаткові тексти пишуться сценаристами і відповідальними за це письменниками.

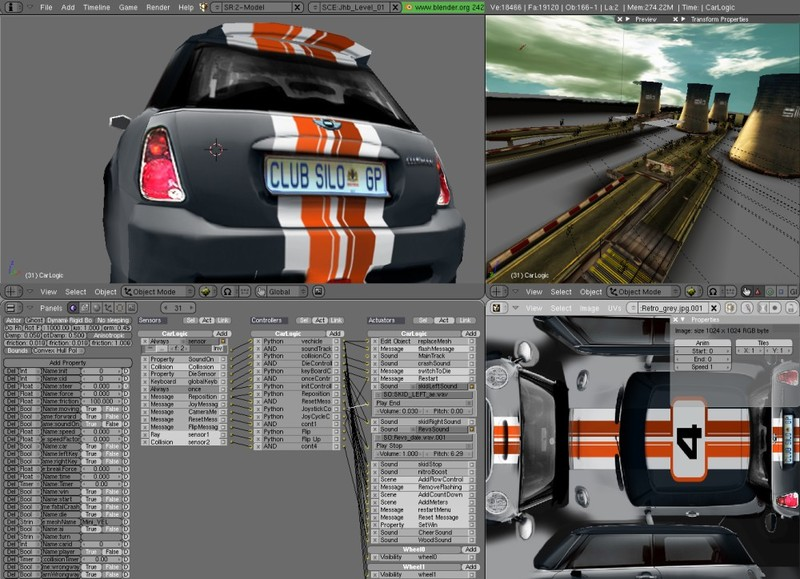
Робота над грою у Blender Game Engine

### Розробка ігрової механіки
Ігрова механіка визначає насиченість ігрового процесу, правила, за якими грається відеогра. Основою механіки є ігрові об'єкти, такі як персонажі, об'єкти, зя кими вони можуть маніпулювати, декорації. Частиною ігровової механіки є управління, якими чином гравець керує персонажем та ігровим світом. Наприклад, як задається напрям руху, як активізується взаємодія з віртуальними предметами. Крім того на етапі розробки механіки створюється користувацький інтерфейс, який інформує гравця і дозволяє взаємодіяти зі світом гри. За реалістичну взаємодію об'єктів відповідає фізичний рушій. До прикладу, він реалізує закони інерції, гравітацію, поведінку рідин, властивості предметів. Штучний інтелект (ШІ) відповідає за поведінку персонажів, як вони реагуватимуть на дії гравця.

### Тестування
Після завершення праці над кодом, контентом і механікою, за яких гра може функціонувати, відбувається її доопрацювання. Гра, не зібрана до кінця, але в яку можливо грати, називається альфа-версією. Вона може містити значні помилки і недоопрацювання, як відсутність певних можливостей, музики або об'єктів. Виявленням проблем займаються тестери, котрі грають в цю гру, намагаючись сповна скористатися всіма доступними можливостями в ній. Зазвичай на цьому етапі розробники записують рекламний трейлер, показуючи ігровий процес на відео, даючи потенційним гравцям уявлення про свою роботу. На пізнішому етапі виходить бета-версія, до тестування якої можуть залучатися і потенційні покупці гри. В бета-версії відбувається подальший пошук помилок, перевірка коректності взаємодії об'єктів ігрового світу, управління. Можливі внесення змін в оформлення, зміна ігрового балансу, можливостей персонажів.

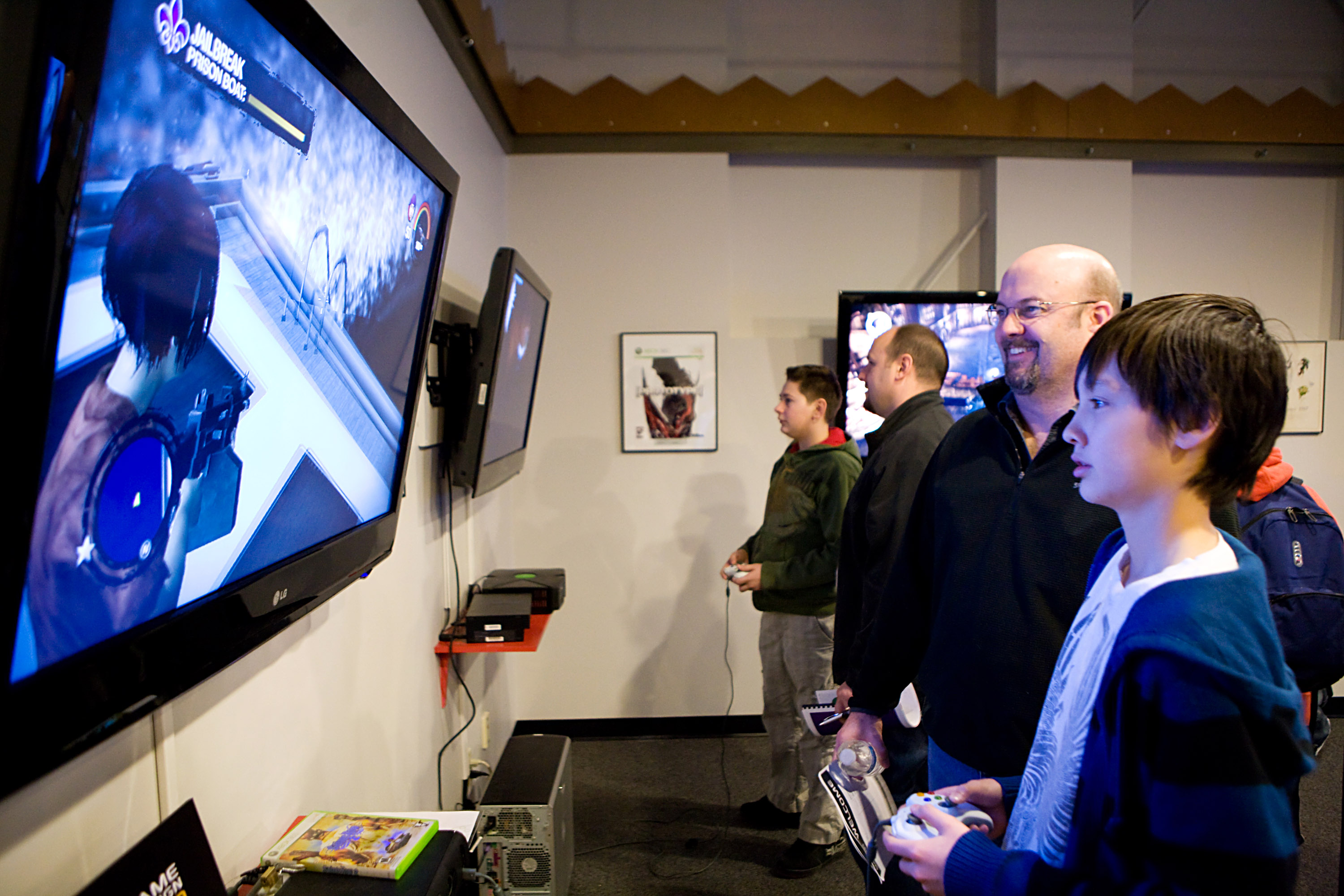
Демонстрація процесу проходження відеогри Saints Row 2

### Випуск і продажі
За продажі як правило відповідає видавець гри, від якого розробник отримує частку отриманих коштів. В разі якщо розробник і видавець є частинами однієї компанії, розподіл прибутків відбувається за встановленими там правилами. Видавець має піар-менеджерів та ігрових журналістів, котрі певним чином заявляють про існування гри, проводять рекламну кампанію, повідомляють про неї, викладаючи відео, публікуючи новини в спеціалізованих виданнях, демонструючи гру на виставках відеоігор. Видавець займається локалізацією гри, тобто перекладом її тексту і озвучування, адаптацією до законів і культури тої країни, де гра видаватиметься. Наприклад, в деяких країнах заборонено зображення крові або оголеного тіла, відповідно такі зображення доводиться видаляти з гри. Для локалізації існують спеціальні команди фахівців, які крім власне перекладу роблять гру зрозумілою для гравця конкретної країни. В сучасних іграх текст і звуки як правило містяться в окремих файлах, що робить локалізацію простішою. Існують офіційні і неофіційні локалізатори. Часто гра від початку має локалізації на найпоширеніші мови, як-от англійську, іспанську і китайську. Іншими мовами гра офіційно виходить згодом чи цим неофіційно займаються ентузіасти.
Завершена і локалізована гра записується на певні носії, як DVD-диски, або надається для завантаження з Інтернету. Диски поставляються в магазини, а версії для завантаження поширюються через сервіси цифрової дистрибуції, як Steam. Цифрова дистрибуція, на відміну від дисків, іноді передбачає і безкоштовне завантаження гри. Так декотрі ігри, які представляють вже тільки історичний інтерес, надаються безкоштовно. В сервісах електронної дистрибуції часто відбуваються акції, які надають знижки аж до 100 %.

### Підтримка
Після виходу гри в ній можуть виявитися досі невідомі помилки програмного забезпечення, не виявлені тестувальниками під час розробки. Це може статися тому, що збій виникає лише за незвичних обставин у грі, вважається незначним, або тому, що розробка гри була занадто пришвидшеною для того, щоб задовольнити термін публікації. Такі помилки (жарг. баґи або «глюки») можуть варіюватися від незначних графічних хиб до серйозних, які можуть ускладнювати чи взагалі робити неможливим грання. Переважно видавці випускають оновлення (патчі) для виправлення помилок. Іноді помилки можуть виявлятися корисним для гравців, дозволяючи обходити встановлені правила.
Гравців може не влаштувати певний аспект гри, до прикладу, складність. Розробники в такому разі також випускають патчі, які додають певні вдосконалення. Розробка і випуск патчів не приносять прибутків самі по собі, але можуть збільшити продажі гри, оскільки вона позбавляється недоліків.
Для підтримання інтересу до гри до неї випускаються доповнення, що крім виправлення помилок додають нові можливості чи доповнюють і розвивають сюжет. Доповнення бувають як платні, так і безкоштовні. Ті доповнення, що розповсюджуються через Інтернет, називаються DLC (Downloadable content). Переважно DLC є платними і не змінюють гру суттєво, але надають нові можливості, оформлення персонажа.

## Дослідження відеоігор
Дослідження відеоігор (англ. Game studies) у різних аспектах виникло в 1980-ті роки, на хвилі їх популярності. Відтоді утворилися три напрями вивчення.
Перший, соціальний, розглядає відеоігри як модель поведінки суспільства і людини. Досліджуючи поведінку в стандартних і незвичайних ігрових ситуаціях, він може прогнозувати дії людей в інших сферах життя. Другий, гуманітарний, займається відеіограми як складовою сучасної культури. Він вивчає їх зв'язок з різними формами культури й мислення, вплив на масову свідомість та інші види мистецтва. Третій вивчає ігри з точки зору їх розробників. Цей напрям займається проблемами створення успішних відеоігор, вирішення пов'язаних з ними проблем.
Часом окремо виділяються дослідження історії відеоігор і проблеми зображення насильства в них. Окрім того деякі дослідники займаються проблемою віртуальної економіки, економічними аспектами відеоігрової індустрії.

## Вплив відеоігор
Питання впливу відеоігор на фізичне і психічне здоров'я людини постало від 1980-х років і розглядається переважно в контексті відеоігрової залежності. Вперше про шкоду відеоігор масово заговорили після виступу міністра охорони здоров'я США Еверетта Купа 9 листопада 1982 року, де він вказав на залежність дітей від них. За роки досліджень встановлено, що надмірне захоплення відеоіграми може переростати і відеоігрову залежність, яка має як фізіологічні, так і емоційні симптоми. А саме: втому, мігрені через напругу очей, кистьовий тунельний синдром, викликаний надмірним використанням геймпадів або комп'ютерної мишки, недогляд за особистою гігієною, неспокій і дратівливість поза грою, заклопотаність думками про минулі і майбутні сеанси гри, обман близьких щодо часу, проведеного за іграми, самоізоляція з метою більше часу присвячувати відеоіграм. Разом з тим, захоплення виникає не через властивості самих відеоігор, а проявляється в тих осіб, що вже мають депресію, низьку самооцінку, слабкі соціальні навички і/або багато неструктурованого часу.
На противагу таким твердженням, відомо і про обширний позитивний вплив відеоігор. Так, використання контролерів, які передбачають активну рухову діяльність, розвиває рухові навички, підвищує мотивацію до занять фізичними вправами і поліпшує соціалізацію. Надані відеоіграми моделі діяльності тренують у дітей вміння шукати вирішення проблем, приймати оптимальні рішення, полегшують спілкування з однолітками, розвивають навички командної роботи, знімають стрес. Як у дітей, так і підлітків та дорослих, відеоігри покращують навички впізнавання об'єктів та орієнтування в просторі, робочу пам'ять та увагу.

## Відеоігрова індустрія

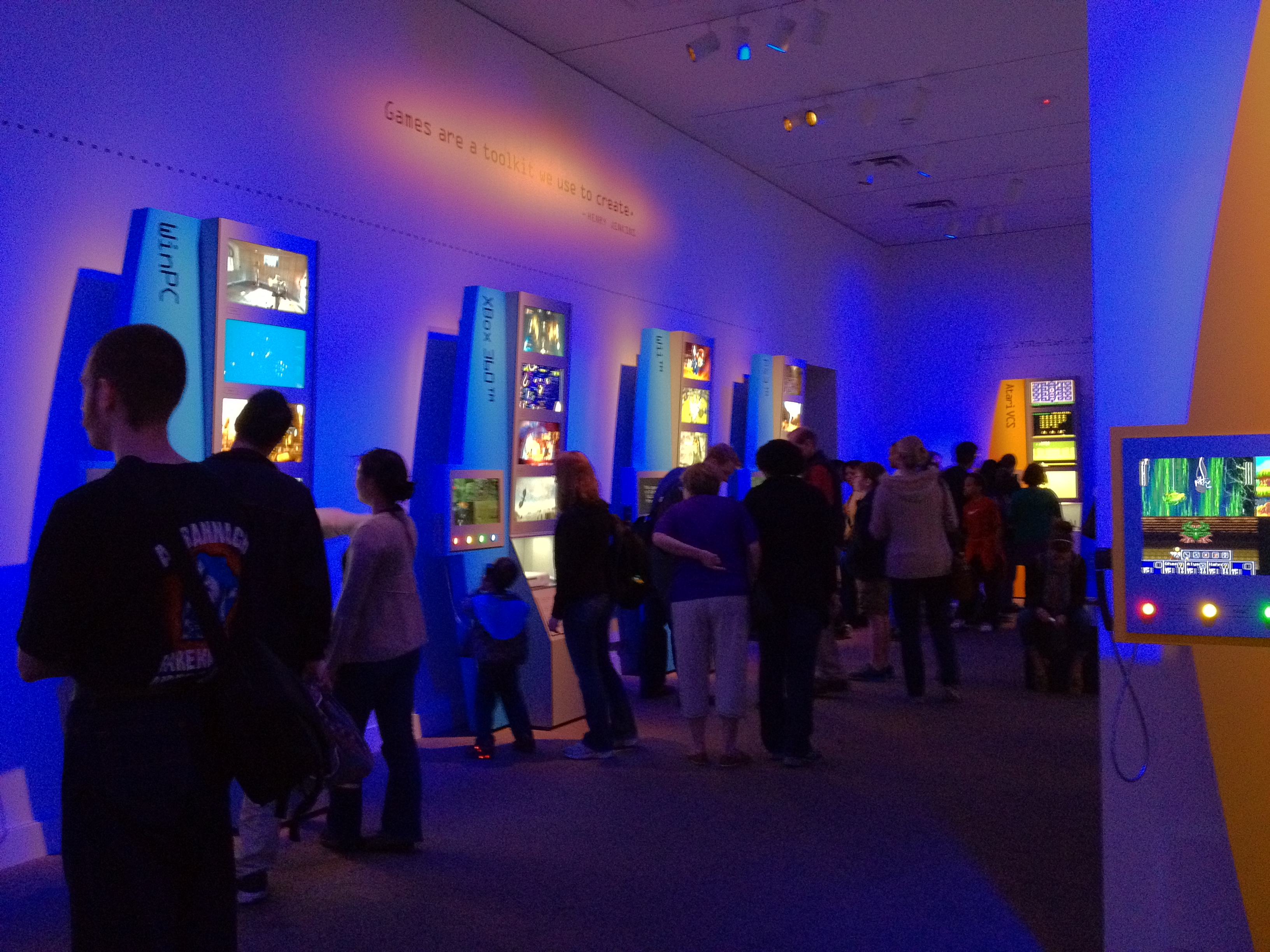
Виставка відеоігрового мистецтва (Смітсонівський музей американського мистецтва)

### Світова
Відеоігри та пов'язані продукти й заходи приносять великі прибутки і мають значний вплив на інші види розваг. Світовий ринок відеоігор зростає з кожним роком, у 2020 році він був оцінений у близько $159,3 млрд. Кількість гравців склала 2,7 млрд осіб. Для порівняння — в 2015 їх було 1,99 млрд. Найбільшими регіональними ринками на 2020 є Азійський (54 %), Європи (14 %), Африки та Близького Сходу (14 %), Латинської Америки (10 %) та Північної Америки (8 %). Найшвидше зростає ринок Африки та Близького Сходу, за рік +14,5 %, а найповільніше європейський +7,8 %.
Найпопулярнішими ігровими платформами є мобільні пристрої (2,5 млрд користувачів, $77,2 млрд) і ПК (1,3 млрд користувачів, $33,9 млрд), тоді як на консолі припадає 800 млн користувачів ($48,2 млрд). При цьому багато гравців володіють одночасно і мобільними пристроями, і ПК чи консолями, таким чином рахуючись як різні користувачі. Популярності мобільного грання сприяє стрімке поширення швидкісного інтернету, доступність смартфонів і зростання середнього класу. Також на зростання ринку мобільних ігор, що за рік склало 13,3 %, позитивно вплинула пандемія COVID-19.
Найбільші прибутки (98 %) надходять від внутрішньоігрових покупок в іграх, які самі по собі часто є безкоштовними. Останніми роками цей відсоток стабільно зростав. На консолях 13 % ($5,8 млрд) прибутків надходить від підписок на ігрові сервіси на кшталт PlayStation Plus або Xbox Live Gold, що стали поширюватися наприкінці 2010-х.
Зростання ринку NFT та моделі «Грай заради заробітку» в іграх на базі блокчейну були двома основними факторами, що сприяли збільшенню кількості під'єднаних криптогаманців, перевищивши 50 % їх загальної чисельності.

### Українська
Дослідження української відеоігрової індустрії тривалий час не проводилися, попри популярність ігор, розроблених в Україні. Питання почало підніматися тільки в другій половині 2000-х. Почасти це спричинялося засекреченням українськими розробниками ділової інформації, особливо щодо вартості своїх проєктів. Але не було таємницею, що створення відеоігор в Україні в рази дешевше, ніж у США чи Західній Європі. В нашій країні виконувалися різноманітні замовлення, за винятком озвучування і анімації захопленням руху акторів. Підставою цього називалися вимоги ринку і відсутність потрібних технологій. Обсяг українського ринку відеоігор у 2013 році став найбільшим за всю історію, склавши $300 млн. Однак, більша частина прибутків перепадає зарубіжним видавцям. Деякі видання називають відеоігри головним культурним експортом України на Захід.
Основні українські компанії, що займаються відеоіграми: GSC Game World, Best Way, Action Forms, 4A Games, N-Game Studios, Меридиан'93, Frogwares, Boolat Game Development Company, Dereza Production Studio, PershaStudia, Cyber Light Game Studio. Лідером за кількістю студій-розробників є місто Київ.
На початку травня 2024 року, українські програмісти вперше розробили безкоштовну гру кримськотатарською мовою Lağoda QT на iOS і Android. Це медитативна гра-головоломка, кожен рівень якої — це вірш одного з видатних кримськотатарських авторів, в якому потрібно знайти помилку.

## Скандали і критика

### Цензура

#### Блокування в Росії
На початку травня 2024 року, російський диктатор Володимир Путін доручив створити у Росії механізм контролю за ринком комп’ютерних ігор. Відповідне доручення міститься в Указі Путіна «Про затвердження основ державної політики РФ у галузі історичної освіти». Згідно з документом, Путін планує запровадити цензуру комп'ютерних ігор «для виключення неконтрольованого поширення цифрових продуктів, що створюють спотворене уявлення про події вітчизняної та світової історії, а також про місце та роль Росії у світі».